# Neotrypaea japonica
Neotrypaea japonica (лат.) — вид морских десятиногих ракообразных из семейства Callianassidae. Длина тела до 60 мм. Рострум очень маленький. Клешненосные ноги разного размера. Хватательный край подвижного пальца большей клешни без выдающихся зубцов. У крупных самцов пальцы большей клешни при смыкании образуют широкую щель, у самок и небольших самцов смыкание плотное. Обитает в Тихом океане от острова Хайнань до залива Петра Великого. Встречается на литоральных илистых отмелях в защищенных местообитаниях; роет норы в мягком субстрате. Охранный статус вида не оценивался, он безвреден для человека и добывается в качестве наживки для рыбы.